# TMS Ringsted
TMS Ringsted är en handbollsklubb från Ringsted i Danmark. Den bildades 1997 genom en sammanslagning av Ringsted IF och Vetterslev-Høm GF med namnet TMS Ringsted som står för Team Midtsjælland Ringsted. 2003 gick man upp i Håndboldligaen, den danska högstadivisionen första gången. Inför säsongen 2012-2013 var laget åter i högsta serien. 

## Spelartrupp
| Nr | Land    | Pos | Namn                  |
| -- | ------- | --- | --------------------- |
| 1  | Danmark | MV  | Morten Sølling Fager  |
| 12 | Danmark | MV  | Brian Jørgensen       |
| 16 | Danmark | MV  | Stefan Buch Henriksen |
| 21 | Danmark | MV  | Mathias Olsson        |
| 2  | Danmark | H9  | Alexander Hansen      |
| 3  | Danmark | M6  | Andreas Barsøe        |
| 4  | Danmark | M9  | Lasse Vinding         |
| 5  | Danmark | M9  | Lasse Krøis           |
| 6  | Danmark | H9  | Gustav B. Nielsen     |
| 7  | Danmark | V9  | Jeppe Jonasson        |

| Nr | Land    | Pos | Namn              |
| -- | ------- | --- | ----------------- |
| 8  | Danmark | V6  | Jesper Fredin     |
| 13 | Danmark | H9  | Mikkel Sjøberg    |
| 14 | Island  | V6  | Matthias Dadason  |
| 15 | Danmark | V9  | Rune Poulsen      |
| 17 | Danmark | H6  | Stig Bugge        |
| 18 | Danmark | V9  | Lasse Syndergaard |
| 19 | Danmark | V6  | Lasse Uth         |
| 20 | Danmark | V9  | Kim Johannessen   |
| 22 | Danmark | M6  | Rasmus Wegmann    |
| 89 | Danmark | M6  | Henrik Overby     |